# Arbres dans le bouddhisme

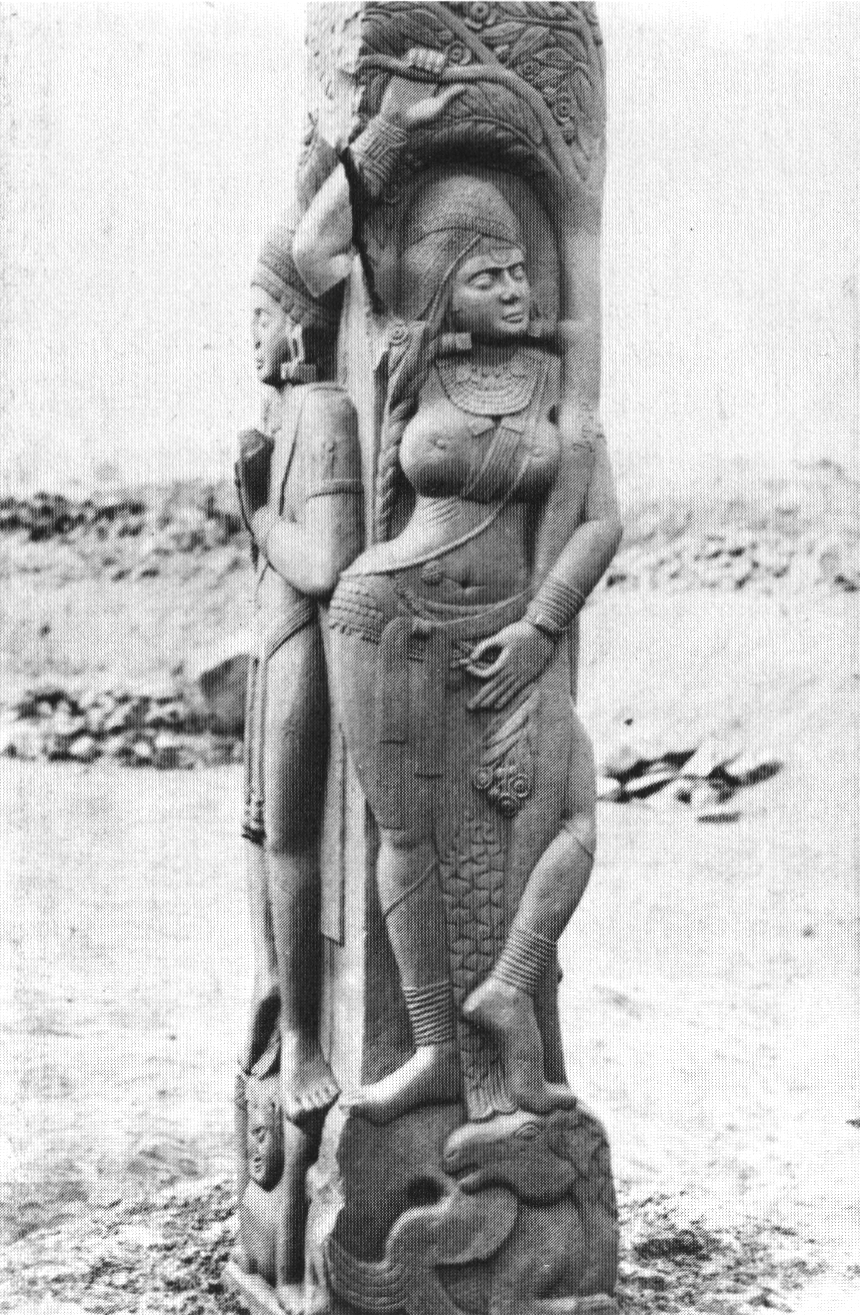
Yaksha à Barhut

Présents dans la religion de l’Inde ancienne, les arbres apparaissent dans les traditions et l’art bouddhique. Ainsi, selon le Bouddha-Charita, différents arbres ou bois jalonnèrent la vie du Bouddha. Le bois d’ashokas dans lequel sa mère accoucha, le jambosier sous lequel il médita, le pipal sous lequel il connut l’éveil, le manguier sous lequel il effectua le « miracle duel » et le sal sous lequel il s’éteignit. Les bouddhas du passé ont chacun atteint l'éveil sous un arbre spécifique.
La religion populaire de son époque croyait à la présence de divinités dans les arbres. Sujata, la villageoise dont Gautama accepta un bol de nourriture après avoir renoncé à l’ascétisme extrême, venait l’apporter en remerciement d’un vœu fait à la divinité de l’arbre sous lequel il méditait, et crut dans un premier temps qu’il était cette divinité.
Ces divinités sont souvent représentées comme se mettant au service du bouddhisme. Parmi elles, les yakshas (yakshi), femmes debout à côté d’un arbre dont elles tiennent une branche de la main droite tout en touchant le tronc du pied gauche, jambe repliée. Elles apparaissent souvent sur les bas-reliefs bouddhistes comme à Bharhut et Sanchi. Cette posture est interprétée comme une représentation du dohada, rituel par lequel une jeune fille nubile peut faire fleurir un arbre en le frappant du pied.
Le thème hindou de l’« arbre qui exauce les vœux » ou kalpavriksha a été aussi repris par l’iconographie bouddhiste.

## Arbre ashoka

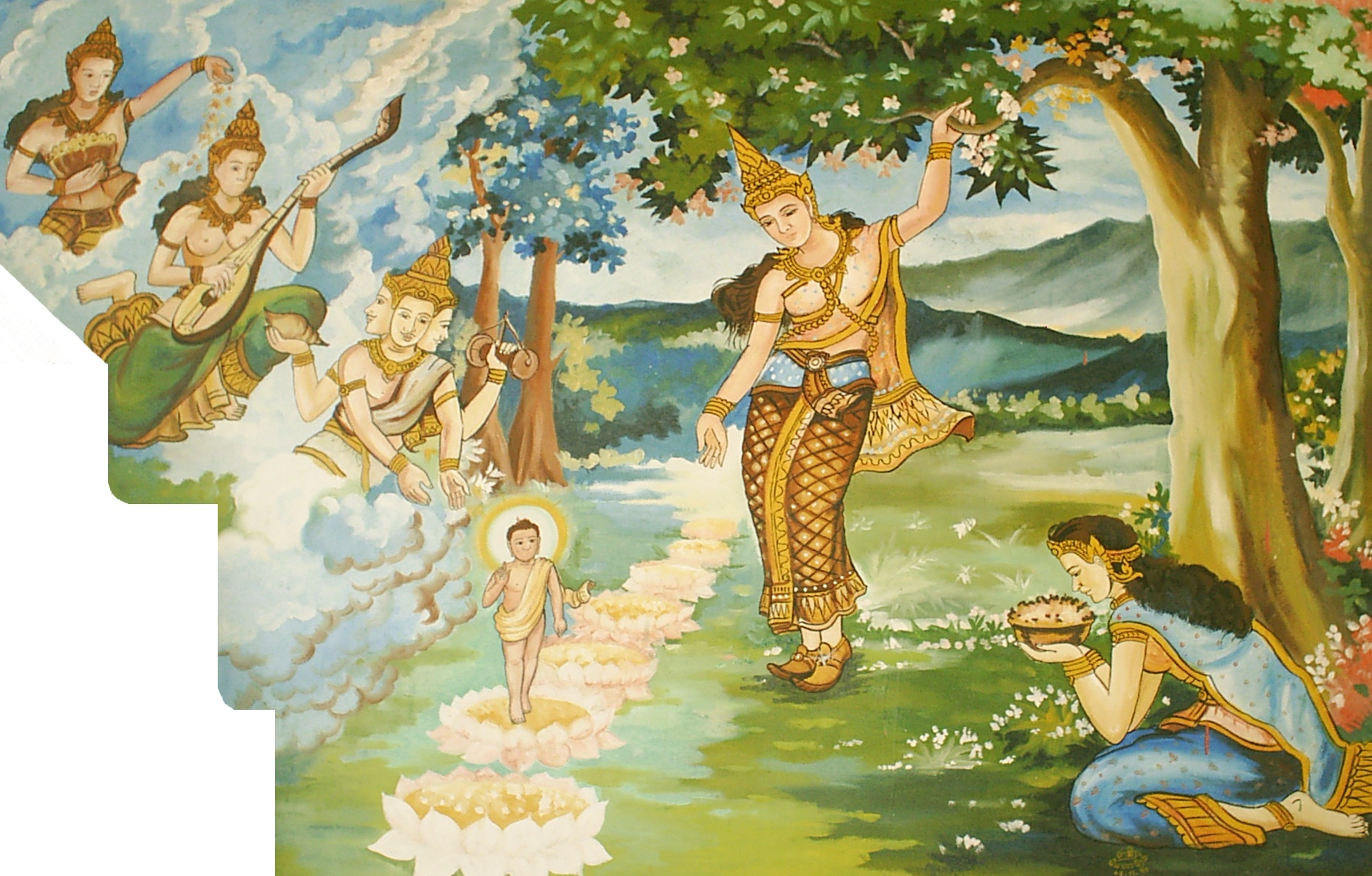
La mère du Bouddha sous l’arbre ashoka

C’est dans le bois d’ashokas de Lumbini qu’aurait accouché Maya, la mère du Bouddha – bien que certaines traditions donnent le sal. Passant à proximité du bois en route vers la maison de ses parents, elle aurait voulu y faire quelques pas et ressenti les premières douleurs à la vue d’un ashoka en fleurs, sous lequel le Bouddha naquit. Maya est représentée tenant une branche de l’arbre à la façon des yakshas et des shalabhanjikas, jeunes femmes sous un arbre, thème fréquent de l’iconographie hindoue.
La déité Nairatmya serait apparue au tibétain Marpa, ancêtre de la lignée Kagyu, dans un arbre ashoka.

## Arbre de la Bodhi

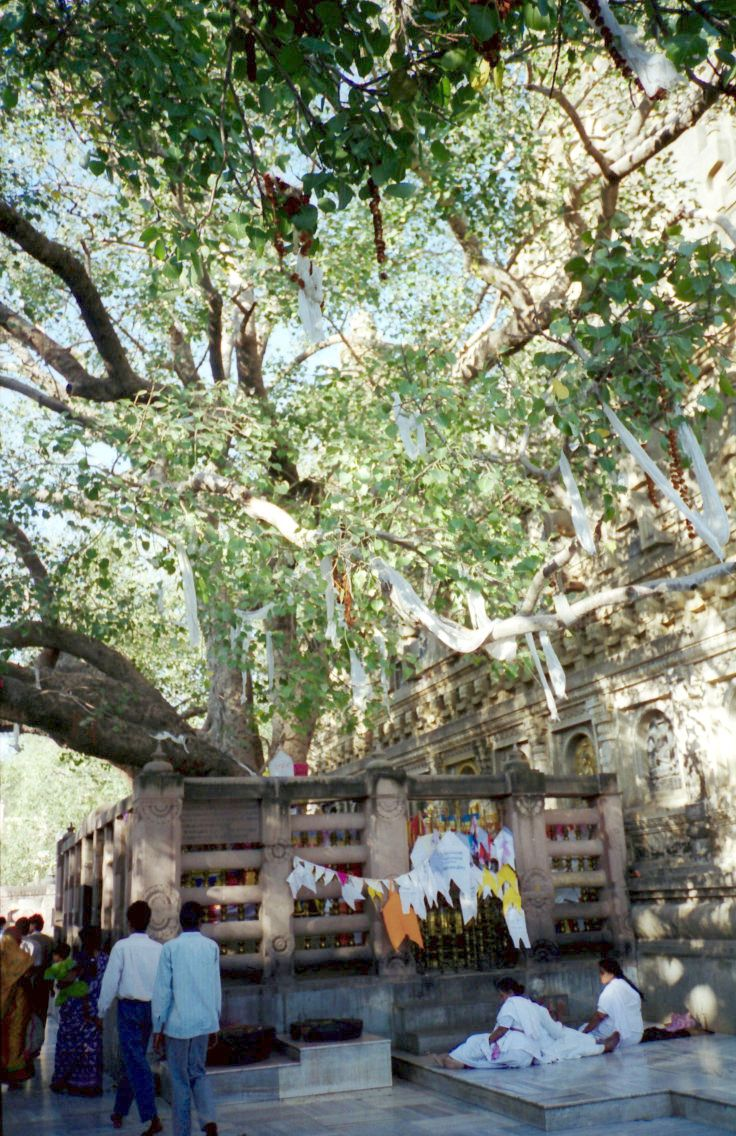
Arbre de la Bodhi au temple de la Mahabodhi à Bodh Gaya

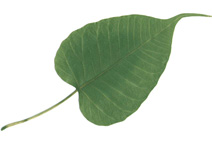
Feuille de pipal

Après avoir longtemps médité sous des jambus, le Bouddha aurait atteint l’illumination ou bodhi sous un pipal à Bodh Gaya. Cet arbre, appelé Bodhimanda ou Bo, occupe donc une place particulièrement importante dans la mythologie bouddhiste. Ses feuilles sont devenues un motif iconographique ainsi qu’un porte-bonheur. Il peut être considéré comme représentant Gautama lui-même ou son enseignement, car un double appelé Anandabodhi, planté sous la direction d’Ananda à Jetavana, recueillait les offrandes des visiteurs venus en l’absence du maître. Il aurait été obtenu à partir d’un fruit de l’arbre original attrapé par Moggallana avant qu’il ne touche le sol. Anathapindika l’aurait enterré dans une jarre d’or et le Bouddha aurait fait pousser l’arbre en une nuit de méditation. 
Des représentations anciennes de Shakyamuni l’évoquent sous la forme d’un figuier sortant d’un trône, ou lui attribuent une auréole en forme de feuille de pipal. Selon le Tittira Jataka, le Bouddha lui-même causa l’apparition de l’arbre lors d’une vie antérieure alors qu’il était oiseau : il mangea une figue et une graine digérée donna naissance à l’arbre.

## Manguier du miracle
Le Bouddha n’était pas favorable à la démonstration de pouvoirs surnaturels, mais se résolut néanmoins à exécuter le « miracle de la dualité » (yamaka patihariya) sous un manguier de Jetavana pour convaincre le roi Pasenadi de la valeur du bouddhisme. Les adversaires de Gautama auraient alors fait couper l’arbre, mais il l’aurait reconstitué immédiatement à partir du noyau d’une mangue offerte par le palais.

## Sal
Shakyamuni méditait dans un bois de sals près de Kusinagar au moment de sa mort et son corps aurait été recouvert de leurs fleurs.

## Udumbara
L’udumbara est un arbre mythique qui ne fleurit que tous les trois mille ans, mais le ficus racemosa a pu lui être identifié. Selon la tradition chan/zen, Mahakassapa en aurait saisi une fleur sur le mont des Vautours pour signifier qu’il comprenait l’enseignement silencieux du Bouddha. Des fleurs d’udumbara seraient tombées du ciel à la mort du sage Shakya.

## Arbres des bouddhas précédents
Les bouddhas précédents auraient aussi atteint l’illumination sous un arbre : Vipashyin sous l’arbre ashoka, Vikkhin sous le pundarika, Vishvabhu sous le sal, Krakushandra sous l’Acacia siris, Kanakmuni sous l’udumbara, Kashyapa sous le banyan. Une branche de chacun de ces arbres aurait été apportée et plantée à Anuradhapura. Maitreya, le futur bouddha, atteindra l’illumination sous le michelia champaca. 
Le terminalia chebula qui produit la panacée myrobolam est associé à Bhaisajyaguru, le bouddha médecin.

## Bouddhisme tibétain

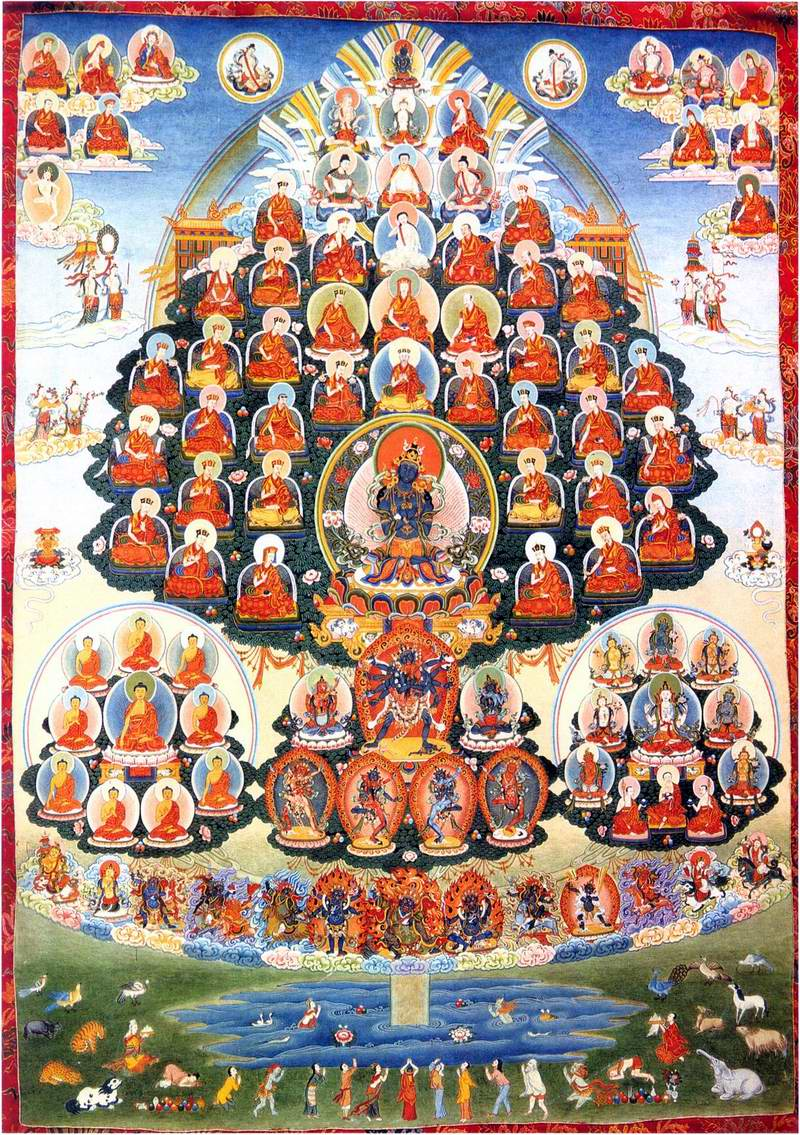
Arbre de refuge kagyü et détenteurs de la lignée

L’arbre qui exauce les vœux a inspiré l’arbre du refuge qui représente la lignée des gurus. Cet arbre est représenté très stylisé sortant d’un lac.
Au Tibet cinq bois aromatiques sont utilisés dans des rituels associés aux déités : genévrier (lha), rhododendron (nyen), tamarin (lu), margousier (tsen) et pin (deu).
Mahakala aux six bras est associé aux santals (tsan dan) de Rajgir. Il existe une Tara du bois de khaditra (acacia cachetu). 
Au lieu de naissance de Tsongkhapa existait un shrikanda ou santal blanc, né selon la tradition d’une goutte de sang tombée sur le sol lors de sa naissance. Il avait cent mille feuilles portant chacune un mantra ou une image sainte. À cet emplacement fut édifié le monastère de Kumbum, dont le nom signifie « cent mille images saintes ». Le père Huc l’aurait vu lors de son passage et affirme que de l’écriture apparaissait effectivement sur ses feuilles.